# 벼랑 끝에 걸린 사나이
"벼랑 끝에 걸린 사나이"(Swimming With Sharks)는 미국에서 제작된 조지 훵 감독의 1994년 코미디, 드라마 영화이다. 케빈 스페이시 등이 주연으로 출연하였고 스티브 알렉산더 등이 제작에 참여하였다.

## 출연

### 주연
- 케빈 스페이시

### 조연
- 프랭크 월리
- 미쉘 포브스
- 베니시오 델 토로
- T.E. 러셀
- 로이 도트라이스
- 매튜 플린트
- 패트릭 피슬러
- 제리 레빈

## 제작진
- 제작팀장: 케빈 라이디
- 제작부: 버즈 헤이즈
- 제작부: 케빈 스페이시
- 라인프로듀서: 루이스 나더
- 미술: 세실 젠트리
- 미술: 베로니카 멜린
- 의상: 커스튼 에버버그